# Фитиж
Фитиж — село в Льговском районе Курской области России. Входит в состав Селекционного сельсовета.

## География
Село находится а западе центральной части Курской области, в пределах южной части Среднерусской возвышенности, в лесостепной зоне, на южном берегу озера Фитиж, на расстоянии примерно 6 километров (по прямой) к западу-северо-западу от города Льгова, административного центра района. Абсолютная высота — 147 метров над уровнем моря.

### Климат
Климат характеризуется как умеренно континентальный, с тёплым летом и умеренно холодной зимой. Среднегодовая температура воздуха — 5,7 °С. Средняя температура воздуха самого тёплого месяца (июля) — 19,4 °C (абсолютный максимум — 32 °С); самого холодного (января) — −8,1 °C (абсолютный минимум — −26 °С). Безморозный период длится около 150 дней в году. Среднегодовое количество атмосферных осадков составляет 563 мм, из которых 391 мм выпадает в период с апреля по октябрь.
| Показатель                                                                      | Янв. | Фев. | Март | Апр. | Май  | Июнь | Июль | Авг. | Сен. | Окт. | Нояб. | Дек. | Год  |
| ------------------------------------------------------------------------------- | ---- | ---- | ---- | ---- | ---- | ---- | ---- | ---- | ---- | ---- | ----- | ---- | ---- |
| Средний суточный максимум, °C                                                   | −3,7 | −2,7 | 3,3  | 13,3 | 19,6 | 22,8 | 25,3 | 24,6 | 18,3 | 10,8 | 3,7   | −0,9 | 11,2 |
| Средняя температура, °C                                                         | −5,8 | −5,2 | −0,3 | 8,5  | 14,9 | 18,5 | 21   | 20,1 | 14,2 | 7,5  | 1,5   | −2,8 | 7,7  |
| Средний суточный минимум, °C                                                    | −8,2 | −8,3 | −4,3 | 3,1  | 9,3  | 13,2 | 16   | 15   | 10   | 4,2  | −0,8  | −5   | 3,7  |
| Норма осадков, мм                                                               | 50   | 44   | 48   | 50   | 63   | 71   | 77   | 54   | 57   | 57   | 48    | 49   | 668  |
| Источник: Погода по месяцам c ru.climate-data.org(дата обращения: Октябрь 2021) |      |      |      |      |      |      |      |      |      |      |       |      |      |

### Часовой пояс
Село Фитиж, как и вся Курская область, находится в часовой зоне МСК (московское время). Смещение применяемого времени относительно UTC составляет +3:00.

## История
В 1699 году (7207 от сотворения мира) деревня Фитиж обрела статус села в связи с постройкой церкви Живоносного Источника. В 1731 году было возведено новое церковное здание.

## Население
| 2002 | 2010 |
| ---- | ---- |
| 686  | ↘457 |

### Половой состав
По данным Всероссийской переписи населения 2010 года в половой структуре населения мужчины составляли 44 %, женщины — соответственно 56 %.

### Национальный состав
Согласно результатам переписи 2002 года, в национальной структуре населения русские составляли 99 %.